# 戰備儲油

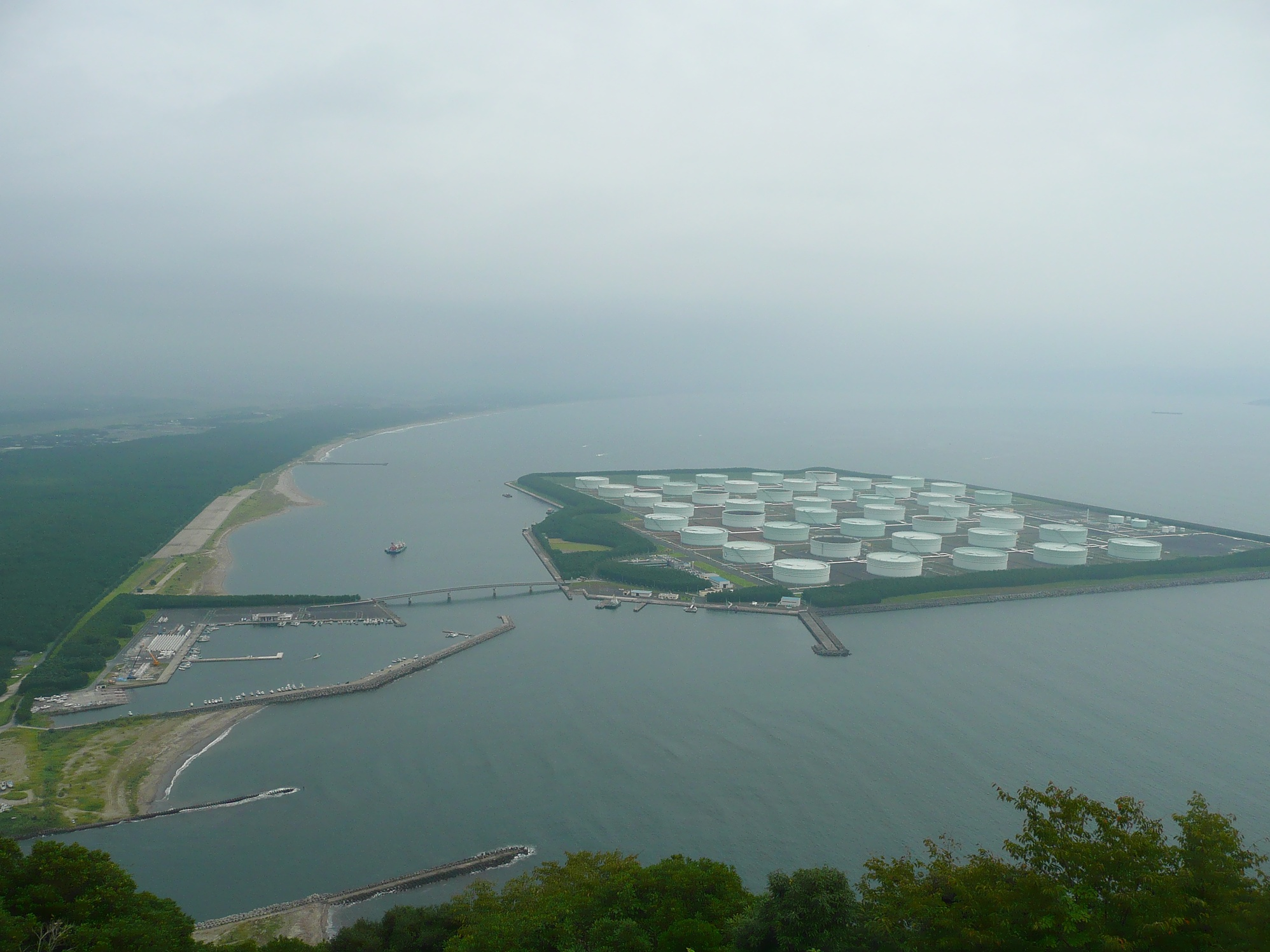
日本志布志国家石油備蓄基地

戰備儲油（英語：strategic petroleum reserve）指的是一个国家為預防因戰爭等因素而導致石油進口或生產中斷，會以該國一日平均用油量規定需最少儲備一定數量的石油（各國規定大多為30日至90日）。有些國家间簽署條約以在需要時可互相調用戰備儲油。

## 各国战备储油
- 美国的戰略石油储备由能源部負責，儲量世界第一，據2008年7月統計約有7.027億桶，以每日用油量計算相當於33日的用油[1]。
- 中华人民共和国的战略石油储备，截至2019年，包括国家储备、石油公司和商业油罐储油的库存，石油总储备约为80天的需求量[2]。
- 日本的国家備蓄（日语：国家備蓄）據2003年統計為5.79億桶[1]。目前，石油国家備蓄約4,782万kl（94日消费量）、民間備蓄約3,288万kl（83日消费量）。液化石油300万吨，其中国家備蓄与民間備蓄各150万吨，即各50日消费量。日本石油储备法要求国家储备量不得低于90天的进口量，民间储备量不得低于70天的国内消费量。截至2021年9月底，石油的国家储备量大概可以维持145天的国内消费，民间储备量则可维持90天。
- 中華民國的《石油管理法》規定石油業者需儲備60天、政府儲備30天，共計90天的戰備儲油[3]。
- 印度 印度战略石油储备（英语：Strategic Petroleum Reserve (India)）为533万吨，即3692万桶，为9.5天消费量。